# Gibson Flying V

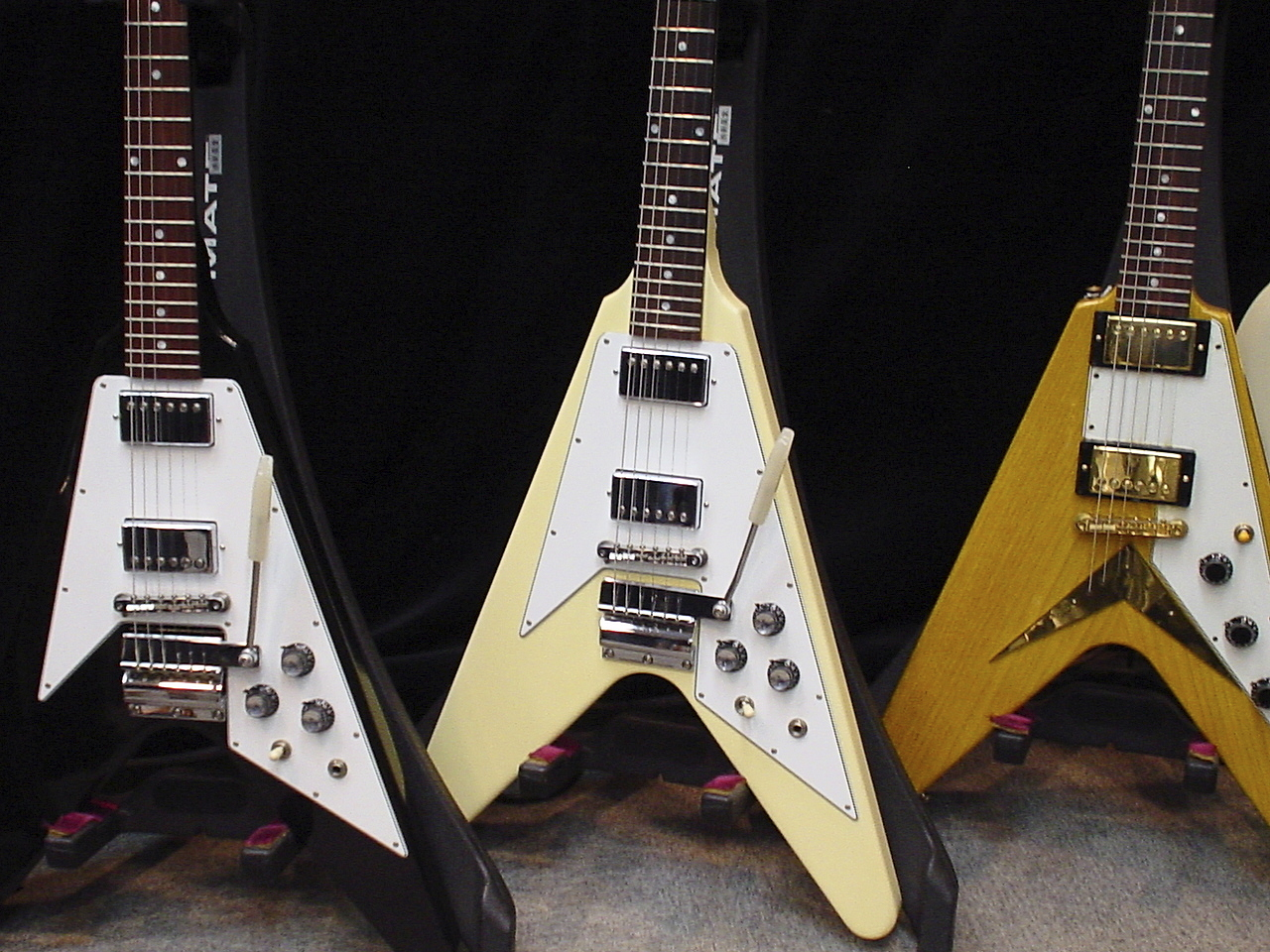
Drei Flying-V-Modelle, rechts die Version von 1958

Die Flying V ist ein 1958 erstmals vorgestelltes E-Gitarrenmodell des US-amerikanischen Musikinstrumentenherstellers Gibson Guitar Corporation. Mit dem für eine Gitarre außergewöhnlichen pfeilförmigen Korpus konnte sich die Flying V anfangs nicht auf dem Markt durchsetzen. Die Erstauflage wurde nur in geringer Stückzahl gebaut. Der wirtschaftliche Erfolg des Modells begann erst mit einer Neuauflage rund zehn Jahre später. Seitdem wird die Flying V hauptsächlich in verschiedenen Stilen der Rockmusik eingesetzt.

## Geschichte
Der Präsident der Firma Gibson Guitar Corporation, Ted McCarty, entschied Mitte der 1950er-Jahre, einige neue Modelle mit modernem Design ins Firmenprogramm aufzunehmen. Als Ergebnis entstanden in der Modernistic benannten Reihe die Entwürfe Explorer, Futura (ein früher Prototyp der Explorer), Moderne und Flying V. Laut Ted McCarty wollte Gibson mit diesen Modellen sein Image als konservatives und traditionsverhaftetes Unternehmen wandeln, indem man zeigte, dass man auch dazu in der Lage war, moderne und progressive Instrumente herzustellen. Die Beachtung, die diese Instrumente auf einer Handelsmesse im Januar 1958 fanden, schien Gibson rechtzugeben. Laut Ted McCarty wurden 40 Instrumente bei dieser ersten Vorstellung der Flying V geordert.
Die erste Serie der Flying V wurde von 1958 bis 1959 gebaut. Die Prototypen waren bereits 1957 hergestellt worden und hatten teilweise andere Ausstattungsmerkmale oder waren Ausstellungsstücke für Messen. Anfang der 1960er-Jahre (etwa 1962–1963) wurden noch unfertige Flying V bei Gibson fertig montiert und ausgeliefert. Diese Instrumente unterscheiden sich in Teilen der Hardware und durch den optional erhältlichen Instrumentenkoffer von ihren Vorläufern. Hölzer und äußere Form sind identisch mit dem Vorgänger.
Die Flying V hatte in den ersten Jahren nach ihrer Markteinführung kaum kommerziellen Erfolg, die Verkaufszahlen blieben gering. 1958 wurden 81, 1959 nur noch 17 Instrumente ausgeliefert. Etwa 20 weitere Flying V wurden Anfang der 1960er-Jahre ausgeliefert. Die Popularität der Gitarre nahm erst zu, nachdem ab etwa Mitte der 1960er-Jahre einige bekannte Blues-Gitarristen (neben anderen Albert King und Jimi Hendrix) dieses Modell spielten. Gibson führte daher 1967 die Flying V wieder ein, jetzt allerdings mit einem Korpus aus Mahagoni und mit einer modifizierten Korpusform. Die Gitarre wird bis in die Gegenwart in verschiedenen Varianten hergestellt. Die Originale mit Limba-Korpus gehören aufgrund der geringen hergestellten Stückzahlen heute zu den gesuchtesten und teuersten Solidbody-E-Gitarren. Instrumente in gut erhaltenem Originalzustand werden weit im sechsstelligen Bereich gehandelt.

## Konstruktion
Korpus und Hals aller Modelle aus der Erstauflage der Modernistic-Reihe sind aus Limba-Holz, einer afrikanischen Mahagoni-Art, die in den USA auch unter den Bezeichnungen Korina oder Idigbo gehandelt wird. Die Verwendung dieser Holzart wurde zu einem charakteristischen Merkmal für die frühen Flying-V- und Explorer-Modelle. Laut Ted McCarty fiel die Wahl auf Korinaholz, weil es nicht gebleicht werden musste, um die seinerzeit sehr gefragte Natur-Optik zu erhalten und man dadurch Kosten sparte.
Der Korpus der Flying V besteht aus achsensymmetrischen Hälften, die in der Mitte zusammengeleimt sind, so dass sich die Form eines nach hinten offenen V ergibt. Zusammen mit der spitz zulaufenden Kopfplatte bildet der äußere Umriss der Gitarre einen Pfeil. Die Form entstand, nachdem Ted McCarty mehrere Skizzen angefertigt und sich unter anderem für eine Gitarre mit dem Korpus in Form eines Dreiecks entschieden hatte. Beim Bau eines Prototyps stellte sich heraus, dass ein Instrument mit solcher Korpusform zu schwer werden würde. Daher nahm man ein Stück des Korpus heraus, so dass dieser die Form eines V bildete. Um das Spielen des Instruments im Sitzen zu erleichtern, wurde bei den ersten Modellen auf die untere Schmalseite des Korpus ein Streifen Gummi aufgeleimt. Dieser sollte ein Abrutschen der auf dem Oberschenkel abgestützten Gitarre verhindern.
Auch bei der technischen Ausstattung der Flying V wich Gibson in einigen Details von erprobten Designs ab. Statt eines wie bei anderen Gibson-Modellen auf der Instrumentendecke montierten Saitenhalters werden die unteren Enden der Saiten durch eine ebenfalls pfeilförmige Metallplatte durch den Korpus hindurchgeführt und sind auf der Rückseite des Instruments befestigt. Bei den ab 1967 hergestellten Modellen wurde die Saitenführung durch den Korpus wieder aufgegeben; diese erhielten stattdessen den Gibson-typischen Stop-Tailpiece-Saitenhalter oder wurden mit einer Vibrato-Einheit mit Hebel versehen. Das Foto in der Infobox ermöglicht einen direkten Vergleich.
Die Flying V ist mit zwei Doppelspulen-Tonabnehmern (Humbucker) des 1957 entwickelten Typs PAF ausgestattet. Jedoch stehen bei der Flying V wie auch bei der Explorer statt der bei Gibson-Modellen mit zwei Tonabnehmern üblichen vier nur drei Klangregler zur Verfügung – für jeden Tonabnehmer ein Lautstärkeregler sowie ein Tonregler für beide Pickups. Die Tonabnehmer werden durch einen dreistufigen Kippschalter angewählt. Die Klinkenbuchse für das Instrumentenkabel ist bei der Flying V in die Decke der unteren Korpusspitze eingebaut.

### Sondermodell Reverse V

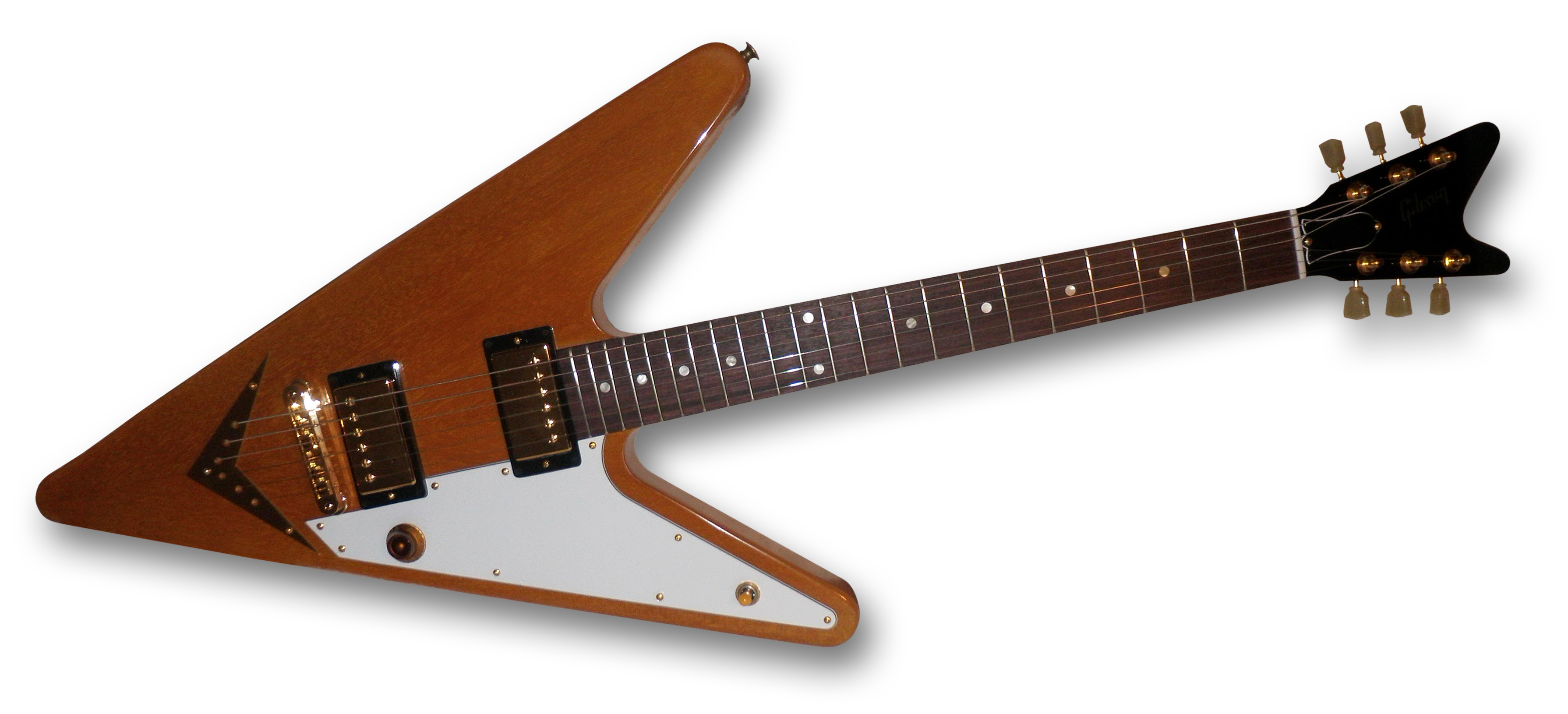
Das Sondermodell Reverse Flying V

2006 brachte Gibson das Sondermodell Gibson Reverse Flying V heraus. Sie wurde im Rahmen der Guitar of the Week-Serie in einer Auflage von 400 Stück produziert. Dieses Modell ist sicher eines der seltsamsten Designs von Gibson: man hat die klassische Flying V-Form übernommen und sie einfach umgekehrt. Abgesehen von dieser 180-Grad-Drehung ist das Modell in seinem Halsprofil und anderen Komponenten der originalen Flying V sehr ähnlich. Die Kopfplatte wurde dem Design der Gibson Futura/Explorer von 1958 nachempfunden.
2008 beschloss Gibson aufgrund des Erfolgs der ersten Veröffentlichung der Reverse Flying V, das Modell als limitierte Auflage erneut auf den Markt zu bringen, um den 50. Jahrestag der ursprünglichen Flying V zu feiern. Die Edition von 900 Gitarren gab es in drei neuen Farben: Natural, Classic White und Ebony Black. Von jeder Farbe wurden 300 Stück produziert. 
Die Ausstattung der beiden Auflagen war praktisch gleich, mit einigen bemerkenswerten Unterschieden. Die zweite Edition (2008) hatte nun eine goldfarbene Halsstab-Abdeckung aus Metall und ein Griffbrett aus Ebenholz und ersetzte die Kunststoff-Abdeckung und das Griffbrett aus Palisander der ersten Ausgabe.

## Die Flying V in der Musik

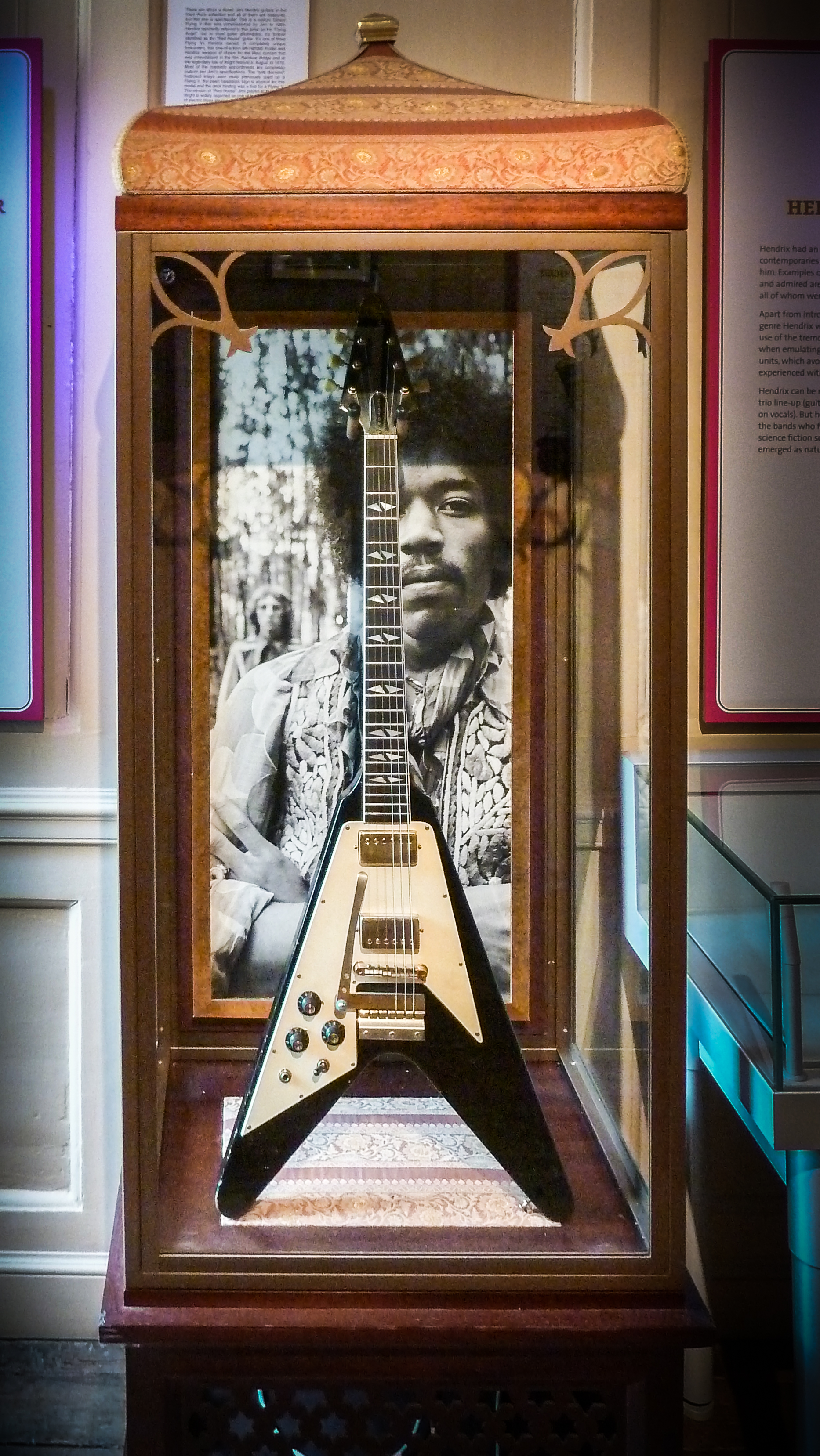
Hendrix Gibson Flying–V, Ausstellung 2010, London, Mayfair, Händel-Haus

Besonders beliebt ist die Gitarre bei Rockmusik- und Heavy-Metal-Gitarristen. Zu den berühmtesten Gitarristen, die eine Flying V spielen oder spielten, zählen unter anderem:
- Lonnie Mack und seine mit einem Bigsby-B-7-Vibrato modifizierte originale Korina-Flying-V[10]
- John Norum
- Marc Bolan (T. Rex)
- Jimi Hendrix
- Andy Powell (Wishbone Ash)
- James Hetfield (Metallica)
- Albert King
- Lenny Kravitz
- Michael Schenker (Scorpions, UFO, MSG)
- Rudolf Schenker (Scorpions)
- Paul Stanley (KISS)
- K. K. Downing (Judas Priest)

## Ähnliche Gitarrenmodelle anderer Hersteller
Die Flying V beeinflusste auch Gitarren-Designs anderer Hersteller. Zu den bekanntesten davon zählen die US-amerikanischen Firmen B.C. Rich mit ihren unter der Bezeichnung V oder Vee angebotenen Modellen (Speed V, King V, Junior V) sowie Jackson Guitars mit ihrem 1983 erstmals vorgestellten Randy-Rhoads-Modell Jackson Rhoads. Weitere Hersteller ähnlicher und weiterentwickelter Modelle sind die Firma Dean sowie die amerikanisch-japanische Firma ESP mit mehreren Signature-Modellen, unter anderem mit der ESP Alexi Saw Tooth, entworfen für den finnischen Metal-Gitarristen Alexi Laiho. Alle von der Flying V inspirierten Gitarrenmodelle dieser Hersteller wenden sich in erster Linie an die Zielgruppe der Heavy-Metal-Gitarristen.

## V Bass
1981 baute Gibson eine viersaitige E-Bass-Version in einer Auflage von 375 Stück. Die meisten in der Farbe schwarz, sie war aber auch in den Farben Alpine White, Silverburst und Transparent Blue erhältlich. Dieser Bass hatte eine 30,5-Zoll-Kurzmensur. Von 2002 bis 2005 baute die Gibson-Tochterfirma Epiphone ebenfalls einen Flying-V-Bass.

## Trivia
2003 war die Flying V in einer Auflage von 80 Exemplaren Beigabe zu einer Sonderausgabe des Opel Speedster in Zusammenarbeit mit der deutschen Rockband Scorpions. 

Im Film The Protégé bekommt Samuel L. Jackson eines der ersten Exemplare mit erstklassiger Provenienz zum 70. Geburtstag geschenkt.